# Coutières
Coutières är en kommun i departementet Deux-Sèvres i regionen Nouvelle-Aquitaine i västra Frankrike. Kommunen ligger i kantonen Ménigoute som tillhör arrondissementet Parthenay. År 2018 hade Coutières 157 invånare.

## Befolkningsutveckling
Antalet invånare i kommunen Coutières
| Referens: INSEE |